# UQCRFS1
UQCRFS1‏ (Ubiquinol-cytochrome c reductase, Rieske iron-sulfur polypeptide 1) هوَ بروتين يُشَفر بواسطة جين UQCRFS1 في الإنسان.